# Arratzua-Ubarrundia
Arratzua-Ubarrundia è un comune spagnolo  situato nella comunità autonoma dei Paesi Baschi.